# Райздос
Райздос або Ройгос (д/н — бл. 270 до н. е.) — цар одрисів в 280—270 роках до н. е.

## Життєпис
Син царя одрисів Котіса II. Став співволодарем останнього у 290 році до н. е., після загибелі батька у 280 році до н. е. у війні з навалою кельтів, стає новим царем (династом) одрисів. Вимушений був підкоритися Церетрію, доєднавшись до армії останнього. Брав участь у походах кельтів проти грецьких та македонських володінь.після 277 року до н. е., коли Церетрій зазнав поразки у битві при Лісімахії та загинув, Райздос зумів частково відновити внутрішню самостійність одрисів. Але його влада не розповсюджувалася на інші фракійські племена. Помер близько 270 року до н. е. Спадкував син Котіс III.